# Велигін Ігор Миколайович
Ігор Миколайович Велигин (9 вересня 1947, Паневежис) — український графік. Член НСХУ (2000).

## Біографія
Закінчив Ленінградське вище художньо-промислове училище імені В. Мухіної (1972). Педагоги з фаху — В. Марков, О. Васильківський.
Серед основних творів: «Візантія» (1995), «Гірський пейзаж» (1996), «Забуте село» (1999), «Осінь в Інкермані» (1999).